# Peter Riess
Peter Theophil Riess, född 27 juni 1804 i Berlin, död där 23 oktober 1883, var en tysk fysiker. 
Riess var en auktoritet på triboelektrifieringens område. Hans förnämsta arbete är Die Lehre von der Reibungselektricität (två band, 1853; tillägg 1867 och 1878).